# イサーム・エル＝エリヤーン

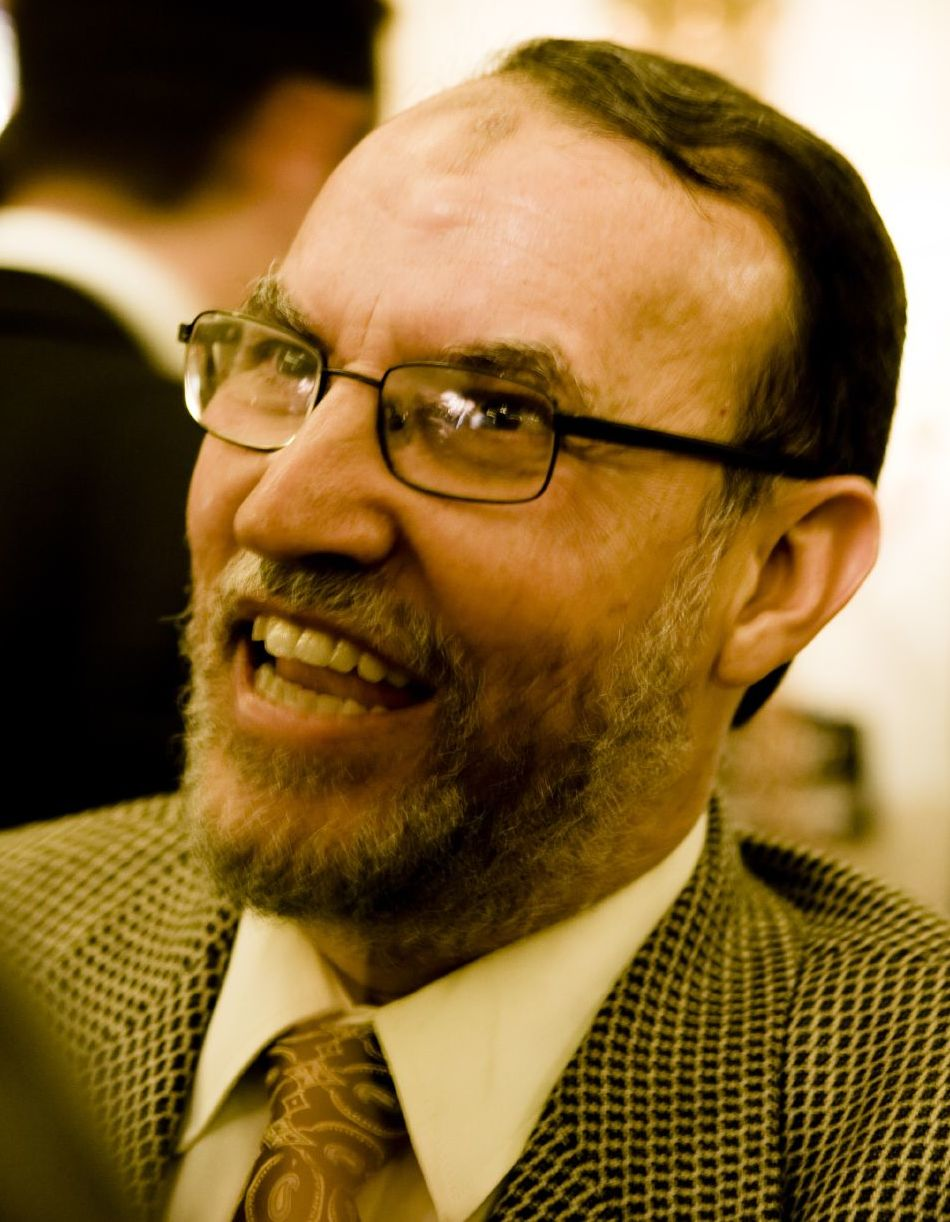
イサームッディーン・ムハンマド・フセイン・エル＝エリヤーン（2007年）

イサームッディーン・ムハンマド・フセイン・エル＝エリヤーン（アラビア語: عصام الدين محمد حسين العريان ，Essam el Din Mohammed Hussein el Erian、1954年4月28日 - 2020年8月13日）は、エジプトの政治家、医師、病理学者。自由公正党副党首（2014年に非合法政党化）、諮問評議会（シューラー）議員、元大統領顧問（2012年8月-2013年1月）。ムスリム同胞団員。アリヤーンとも表記される。

## 経歴
ギーザ県エンバーバ出身。カイロ大学卒。多くの分野の学位を取得している。
1987年人民議会選挙においてエンバーバ選挙区で当選（-1990年）、同任期における人民議会最年少議員であった。
2011年から2012年1月にかけて行われた人民議会選挙で当選。
2012年8月27日、大統領顧問に任命された。
2012年10月、自由公正党党首選挙に立候補したが、ムハンマド・サアド・エル＝カタートニーに敗れた。
2013年エジプトクーデターの後、同年7月30日に他のムスリム同胞団メンバーとともに逮捕された。その後、無期懲役が言い渡され、2020年8月13日に死去するまで、トラ刑務所内にあるスコーピオン監獄に監禁されていた。この監獄はムバーラク時代から劣悪な環境で悪名高く、エリヤーンも入獄中にC型肝炎を発病するなど過酷な生活を強いられていた。66歳没。